# Річард Лоуренс Тейлор
Рі́чард Ло́уренс Те́йлор (англ. Richard Lawrence Taylor; нар. 19 травня 1962) — британський та американський математик, що працює в області теорії чисел.
Будучи колишнім аспірантом Ендрю Вайлса, він повернувся в Принстон, щоб допомогти своєму наставнику завершити доказ Великої теореми Ферма.

## Академічна кар'єра
Він отримав ступінь бакалавра мистецтв у Клер Коледжі в Кембриджі, і доктора філософії в Принстонському університеті у 1988 році. З 1995—1996 роках займав посаду на кафедрі геометрії в Оксфордському університеті і був науковим співробітником в Нью-коледж, Оксфорд, а потім став професором математики в Гарвардському університеті. В даний час він працює в Інституті перспективних досліджень.

## Робота
Один з двох документів, що містить доказ теореми Ферма є спільною роботою Тейлора і Ендрю Вайлса.
У подальшій роботі, Тейлор (разом з Майклом Гаррісом) довели локальні теореми Ленглендса для повної лінійної групи над числовим полем. Більш простий доказ було запропоновано майже одночасно з Ґі Геніартом, і десять років потому Пітером Шольцем.
Тейлор, разом з Крістофом Брейом, Брайаном Конрадом, і Фредом Даймондом, завершив доказ гіпотези Таніяма-Шимури, виконуючи досить важкі технічні розрахунки у випадку адитивної редукції.
Останнім часом, Тейлор, слідуючи ідеям Майкла Гарріса і спираючись на його спільні роботи з Лоурен Клоузелом, Майклом Гаррісом, та Ніком Шеперд-Барроном, анонсував доказ гіпотези Сато-Тейта для еліптичних кривих з J-інваріантним нецілою. Це частковий доказ гіпотези Сато-Тейта використовує теорему Уайлса про модульність у напівстабільних еліптичних кривих.

## Нагороди та визнання
- 1990: Премія Вайтгеда
- 1994: запрошений доповідач Міжнародного конгресу математиків у Цюриху
- 1995: член Лондонського королівського товариства
- 2001: Премія Островського
- 2001: премія Ферма
- 2002: пленарний доповідач на Міжнародному конгресі математиків у Пекіні
- 2002: Премія Коула Американського математичного товариства
- 2007: Премію Шао з математики за свою роботу за програмою Ленглендса з Робертом Ленглендсом.
- 2007: Дослідницька нагорода Клея
- 2008: пленарний доповідач на Європейському конгресі математиків в Амстердамі
- 2012: член Американського математичного товариства[8]
- 2012: член Американської академії мистецтв і наук
- 2014: премію за прорив у математиці «за численні результати в теорії автоморфних форм, у тому числі гіпотези Таніяма-Вейля, локальної гіпотези Ленглендса для повних лінійних груп, і гіпотези Сато-Тейта».
- 2015: член Національної академії наук[9]
- 2018: член Американського філософського товариства[10]

## Особисте життя
Тейлор є сином англійського фізика Джона С. Тейлора. Він одружений з Крістін Тейлор (математичний біолог). У них є двоє дітей: Джеремі і Хлоя.